# Маслов, Алексей Николаевич
Алексе́й Никола́евич Ма́слов (литературный псевдоним А. Бе́жецкий; 1852—1923) — русский инженер-генерал, писатель и публицист, писавший главным образом на военные темы, участник Среднеазиатских походов и Русско-турецкой войны 1877—1878 годов.

## Биография
Происходил из дворян Тверской губернии, родился 7 сентября 1852 года в Варшавской Александровской цитадели, сын офицера.
Образование получил во 2-й Санкт-Петербургской военной гимназии. 7 сентября 1868 года был зачислен в Николаевское инженерное училище, из которого выпущен 11 августа 1871 года подпоручиком в 1-й Кавказский сапёрный батальон.
Участвовал в кампании 1873 года против Хивинского ханства. В самом начале похода он в Киндерли на Мангышлаке заведывал постройкой пристаней для прибывающих по Каспийскому морю войск с Кавказа. По вступлении соединённых Мангышлакского отряда полковника Ломакина и Оренбургского отряда генерала Верёвкина в пределы ханства Маслов занимался постройкой мостов и переправ через арыки и рукав Амударьи. Алиханов-Аварский, вместе с Масловым состоявший в Мангышлакском отряде, отмечал:

«… молоденький саперный офицер Маслов, которого все называют „отрядным соловьем“ … По вечерам же нас развлекает порядочный хор апшеронской музыки, но чаще — наш сапер „отрядный соловей“. Он страстный поклонник Оффенбаха и хотя с грехом пополам, поет, и главное неутомимо, почти весь каскадный репертуар.».
За боевые отличия в этой кампании Маслов был награждён орденом св. Станислава 3-й степени с мечами и бантом и 8 ноября 1873года произведён в поручики.
В 1877—1878 годах Маслов участвовал в Русско-турецкой войне на Кавказском театре. Находился при блокаде Карса, в сражениях при Зивине и на Аладжинских высотах. Во время ночной атаки на Эрзерум 27 октября 1877 года Маслов командовал ротой 1-го Кавказского сапёрного батальона и был контужен. 13 января 1878 года за боевые отличия был произведён в штабс-капитаны и в том же году был удостоен ордена св. Владимира 4-й степени с мечами и бантом. В 1879 году окончил по 1-му разряду Николаевскую инженерную академию.
20 апреля 1880 года получил чин капитана. В конце того же года он был включён в состав Закаспийского отряда, сформированного для участия в экспедиции в Ахал-Текинский оазис. Во время этой кампании состоял по началом полковника Рутковского, руководил инженерными работами на центральном участке осадной позиции и непосредственно занимался устройством подкопа и закладкой мины, последующий взрыв которой вызвал обвал крепостной стены и послужил началом сигнала к общему штурму Геок-Тепе. Подполковник Уральского казачьего войска А. Л. Гуляев вспоминал:

«Ну, казачки, — сказал Маслов стоявшей сотне, — вот через 40 секунд взорвем стену». Настало томительное ожидание… Полагали, что будет страшно оглушительный гром. Но вот, среди артиллерийской канонады, раздался особенный какой-то подземный глухой удар, земля под ногами заколебалась, и громадные глыбы стены, поднялись к небу. Некоторые видели в этой земляной массе взлетевших людей….
Дальнейшее описал доктор Щербак:

Земля дрогнула… глухой подземный шум… и гигантский сноп земли, камней и глины высоко взвился к небу, унося с собой часть крепостной стены…
Образовался широкий удобо-восходимый обвал…
Орудия, на минуту смолкнув, гремят снова… и масса чугуна несется на северный фас крепости… Бурные волны криков «ура»! повисших в воздухе, сливаются с общим гулом… В густых облаках дыма и пыли, застилавших прилегающую местность к обвалу, быстро мелькают чёрные фигуры — это охотники с Воропановым; — более половины их засыпано и задавлено землёй; — с охотниками ширванцы и сапёры; во главе последних капитан Маслов. — Все ринулись к обвалу, под град свинца текинцев, бросившихся защищать проход на месте взрыва… Столкнулись грудь с грудью… дерутся штыками, копьями, шашками…
После взятия крепости Маслов некоторое время был её комендантом. За отличия во время осады Геок-Тепе Маслов был награждён золотой шашкой с надписью «За храбрость».
По возвращении из Средней Азии Маслов 3 ноября 1883 года поступил репетитором в Николаевскую инженерную академию и училище, где с 9 октября 1887 года был штатным преподавателем (на этой должности он находился до 9 октября 1910 года). 24 апреля 1888 года произведён в подполковники и 5 апреля 1892 года, за отличие по службе, в полковники. 12 июня 1898 года был избран членом Конференции Николаевской инженерной академии, 6 декабря 1900 года произведён в генерал-майоры; 6 декабря 1908 года, за отличие по службе, получил чин генерал-лейтенанта. После 10 июля 1916 года был откомандирован в распоряжение военного министра. 27 июля 1917 произведён в инженер-генералы с увольнением от службы за болезнью.
Скончался 16 апреля 1923 года в Петрограде.
Его старший брат Николай (1846—1911) был генералом от инфантерии, главным военным прокурором, начальником Главного военно-судного управления и членом Государственного совета Российской империи.

## Литературная деятельность
В литературе дебютировал в 1874 году как автор юмористических заметок.
Работал военным корреспондентом. В конце 1870 года публиковал военные корреспонденции в журнале «Пчела». В 1887 посылал отчёты с азиатского театра военных действий в газету «Новое Время», затем эти материалы были изданы в третьем томе сочинений В. И. Немировича-Данченко под заглавием «Год войны в Малой Азии», с тех пор состоял советником этого издания по военным вопросам. Написал ряд трудов по истории крепостных войн.

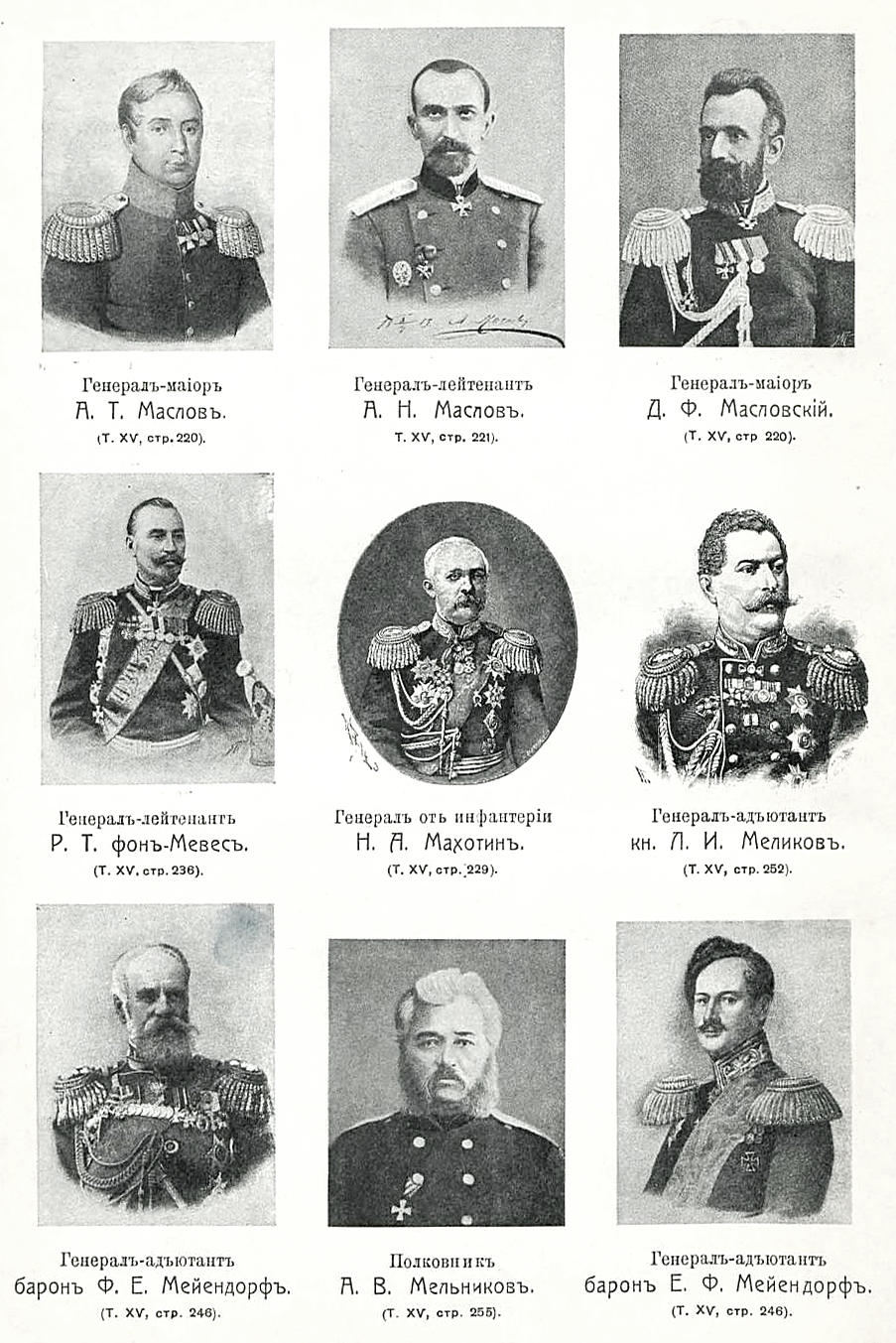
Фото из «ВЭС»

Писал беллетристику под псевдонимом Бежецкий. Известность автору принёс сборник «армейских» рассказов «Военные на войне» (1885). Его военные рассказы нравились А. П. Чехову, личное знакомство с которым состоялось в декабре 1886 года. «Это очень талантливый парень. Прочти его военные рассказы, и он вырастет в твоих глазах на пять аршин», — писал Чехов брату Александру 31 января 1887 года. В то же время Бежецкий одним из первых разглядел признаки большого таланта в произведениях самого Чехова.
Интересовался культурой Испании: известен как переводчик с испанского. После путешествия по этой стране издал сборник «Путевые наброски. В стране мантильи и кастаньет» (1884).
Перевёл драму Тирсо де Молина «Севильский обольститель» (1887) (поставлена в Малом театре в 1890 году, большого успеха не имела, оригинальная пьеса с тем же названием по мотивам предыдущей — 1896 г. (изд. 1897), а также две комедии Лопе де Вега: «Собака садовника» и «Сети Фенизы». Писал театральные рецензии.
Создал несколько сказок: «Солдат и черти» (1892), «Котофей Иванович» (1914).
В 1889 году вышла его повесть «Детская любовь», в которой заметно подражание чеховским рассказам о детях.
После 1917 года продолжал работу в качестве беллетриста. Для задуманной М. Горьким серии «Инсценировка истории культуры» им написана пьеса из истории Нидерландов «На заре освобождения» (1919).

### «Музей восковых фигур»
В конце XIX — начале XX веков также писал «таинственные» рассказы, в которых описывались различные модные в то время сверхъестественные феномены: отклонения в человеческой психике, спиритизм, астральные тела, призраки и т. д. В 1914 году выпустил сборник этих рассказов — «Неведомое. Фантастические рассказы» («Музей восковых фигур») — выдержавший в том же году три издания.
В первом рассказе «Лавка невидимок» (1911) Волховский в предрождественское время заходит в Пассаж, где в одной из лавок старуха демонстрирует ему различные невидимые редкости: различные эликсиры, покрывало невидимости, изготовленные гномами черные и розовые магические очки, кольцо для мгновенных перемещений и кувшин с водой Кастальского ручья и гадальные карты.
В другом рассказе («Лишняя комната», 1911) Нерехтин покупает на аукционе «старинные каминные часы с боем», где на циферблате изображены знаки Зодиака, а также астрологические знаки и надписи на древнееврейском языке. Новая вещь вызывает у обитателей дома ночные кошмары. Нерехтин рассказывает о часах своему знакомому графу. Тот интересуется механизмом, подозревая в ней изделие «еврейских каббалистов». Граф берет себе часы домой для изучения, а Нерехтин уезжает на Рождество в деревню. Возвратившись, он узнает из газет, что граф скоропостижно скончался, а часы были украдены.
Третий рассказ («Разбитое зеркало», 1912) повествует о кружке любителей оккультизма, который собрал барон Хоккер. В библиотеке барона упомянуты труды Корнелия Агриппы, Якова Бехме, Элифаса Леви, Папюса и Гуайта. Во время заседания Нерехтин делится впечатлениями о поездке в Париж, во время которого он обратился к гадалке по картам Таро m-me Эстер. Та предсказала странную любовь. Нерехтину и в самом деле начала сниться некая женщина. Члены кружка предположили, что вместо гадания их товарищ столкнулся с обрядом «энвольтования», а женщина из сна была ларва, которая желала выманить астрал и овладеть материальным телом. Лишь домашняя собачка «прелестный черный кинг-чарльз», разбив зеркало, спасла своего хозяина.
В четвёртом рассказе («Искушение», 1893) главный герой вспоминает случай с горничной Аннушкой из крепостных, которая внезапно заболела и рассказала перед смертью как она увидела привидение самой себя. Оказавшись за столом, гости пьют чай и говорят о спиритизме. Из присутствующих Андрей Иванович оказывается сильным медиумом, способным впадать в транс. Описывается спиритический сеанс с верчением стола, стуками, перелетом предметов, прикосновением невидимых рук и видением света. Главный герой, преодолевая свой скепсис, решает принять участие в спиритическом сеансе, который полностью меняет его мировоззрение.
В пятом рассказе («С вечерним поездом», 1901) возвращающийся из Петербурга на дачу литератор Василий Петров внезапно встречает в вагоне поезда своего старого знакомого Волховского, которого считал умершим. Немного неряшливый собеседник жалуется на ипохондрию и меланхолию, высказывает странные мысли о нестерпимости «большого количества добра» и выходит пить коньяк. Волховский рассказывает, что в одном из видений он посетил Луну, поверхность которой была покрыта голубоватой травой и большими белыми цветами. Петров сбегает от безумного собеседника.
В шестом рассказе («Музей восковых фигур») одинокая «интересная молодая женщина» во время антракта Коппелии многозначительно поглядывает на Боромлева и неожиданно назначает ему свидание в музее восковых фигур. На следующий день Боромлев слышит уличного зазывалу, который рекламирует «настоящий паноптикум», включающий «часы жизни Парацельса и аппарат-гороскоп Нострадамуса». Музей располагался на одной из «поперечных улиц», на которые можно свернуть с Невского. В самом зале Боромлев заметил обитые темно-малиновым бархатом диваны, кривые зеркала и восковые фигуры Жюля Фавра, Эдиссона и Сары Бернар. В состоянии наваждения Боромлев принимает восковые фигуры за настоящих людей и сам начинает себя ощущать восковой фигурой. Затем он перемещается в зал, где танцуют наряженные людьми автоматы, созерцает представление «индийского фокусника» и... вновь оказывается во вчерашнем дне на балете Коппелия.
В седьмом рассказе («Паганини», 1896) действие происходит «в восточном Руссильоне», в замке маркизы де Тревиз. Гости рюмками пьют различные вина (ривезальц, рокевер, фронтиньян) и беседуют о музыке. Внезапно за готическим окном усиливается непогода и дворецкий докладывает о двух путешественниках, чья карета упала в речку. Маркиза выделяет новым гостям место для ночлега, а остальные продолжают веселье. Сквозь шум ветра доносится «свирепая песнь без слов» и вскоре все узнают, что одним из путешественников был сам Николо Паганини, который виртуозно исполнял на скрипке вариации из балета Stryges (Le Streghe). Всем показалось, что божественная музыка укротила бурю и похитила сердце хозяйки замка. Впоследствии один из гостей рассказывает, что настоящий Паганини заложил свою душу черту, после чего в его тело «вселился один из слуг сатаны».
Восьмой рассказ («Она») посвящен теме суккубов. Один из героев рассказывает другому о предсказании любить трех женщин, которые умрут необычной смертью. Он также тренирует свои духовные силы и изучает книгу аббата Ланглэ Дюфренуа «Sur les apparitions et les visions». После этого герой повествования получает послания от загадочной особы и встречает на Биржевом мосту «даму под синей вуалью». Озадаченный манипуляциями загадочной особы, герой решает применить «прием индусских факиров» для разрушения наваждения. На следующий день он узнает о смерти этой особы в квартире на Васильевском острове.

## Награды
Среди прочих наград Маслов имел ордена:
- Орден Святого Станислава 3-й степени с мечами и бантом (1874 год)
- Орден Святого Владимира 4-й степени с мечами и бантом (1878 год)
- Орден Святого Станислава 2-й степени с мечами (1879 год)
- Орден Святой Анны 2-й степени с мечами (1880 год)
- Золотая шашка с надписью «За храбрость» (28 января 1882 года)
- Орден Святого Владимира 3-й степени (6 декабря 1894 года)
- Орден Святого Станислава 1-й степени (6 декабря 1903 года)
- Орден Святой Анны 1-й степени (6 декабря 1906 года)
- Орден Святого Владимира 2-й степени (6 декабря 1912 года)
- Орден Белого орла (Высочайшим приказом от 22 марта 1915 года орден пожалован с 1 января 1915 года).
- Персидский орден Льва и Солнца 3-й степени (1883 год)

### Прижизненные публикации

#### Книги
- Маслов А. Н. История крепостной войны. Вып. 1. Севастополь (1854—1855 г.) — Бельфор (1870—1871 г.). — СПб., 1900.
- Маслов А. Н. Завоевание Ахал-Теке. Очерки последней экспедиции Скобелева (1880—1881). — СПб., 1882.
- Маслов А. Н. (составитель). Приказы Скобелева. — СПб., 1882.
- Бежецкий А. Н. Путевые наброски. В стране мантильи и кастаньет. За Пиренеями — Мадрид — Севилья — Гренада. — СПб.: изд. Суворина, 1884. — 252 с.
- Маслов А. Н. Завоевание Ахал-Теке. Очерки последней экспедиции Скобелева (1880—1881). — 2-е изд. — СПб., 1887. (с материалами для биографии генерал-адъютанта Скобелева)
- Маслов А. Н. Заметки об осаде Бельфора (1870—1871 гг.): Курс доп. класса Николаев. инж. училища. — СПб., 1897.
- Маслов А. Н. Заметки об осаде Карса (1877 г.). Курс младш. класса Николаевск. инженерной акад. — СПб., 1897.
- Маслов А. Н. Карс. 1877—1878 гг. Очерк военных операций. — СПб., 1893.
- Маслов А. Н. Крепостная война по историческим примерам. Париж (1870—1871 г.). Курс Николаевской инж. акад. — СПб., 1901.
- Бежецкий А. Н. На пути. Рассказы и очерки. — СПб., 1888. — 413 с.
- Бежецкий А. Н. Медвежьи углы. — СПб., 1892. — 406 с.
- Бежецкий А. Н. Военные на войне. — СПб., 1885.
- Бежецкий А. Н. Детская любовь. — СПб., 1889.
- Бежецкий А. Н. Севильский обольститель. — 1897. — 123 с.
- Бежецкий А. Н. Ольгин день. — 1904. — 176 с.
- Маслов А. Н. (составитель). Приказы Скобелева. — 2-е изд. — СПб., 1912.
- Бежецкий А. Н. Неведомое. — СПб.: изд. Суворин, 1914. — 214 с.

#### Статьи
- Маслов А. Н. Осада крепости Денгил-Тепе 1880—81 // Инженерный журнал. — 1892. — № 1—5.
- Маслов А. Н. Карс 1877—78 гг. // Инженерный журнал. — 1893. — № 1—3.

### Некоторые посмертные публикации
- Маслов-Бежецкий А. Н. Тиф. Эпизод из блокады Эрзерума. // Писатели чеховской поры: Избранные произведения писателей 80-90-х годов. — М.: Художественная литература, 1982. — Т. 1. — С. 134—203.
- Маслов А. Севильский обольститель. Пьеса // Дон Жуан Русский. — Аграф, 2000. — С. 134—203. — 576 с. — (Автограф). — 2000 экз. — ISBN 5-7784-0127-2.